# Спокута (фільм)
- Спокута (фільм, 1987) — радянський художній фільм 1987 року, знятий режисером Віктором Мірзаянцем на кіностудії «Таджикфільм».
- Спокута (фільм, 2007) (англ. Atonement) — воєнна романтична драма 2007 року режисера Джо Райта за однойменним романом Ієна Мак'юена, знята спільно Великою Британією і Францією.
- Спокута (фільм, 2010) — фільм Євгена Малкова.
- Спокута (фільм, 2011) — фільм Олександра Прошкіна за романом Фрідріха Горенштейна.